# فرودگاه صحرایی استوارت پاول
فرودگاه صحرایی استوارت پاول (به انگلیسی: Stuart Powell Field) یک فرودگاه همگانی بهره‌برداری هوایی است که یک باند فرود آسفالت دارد. این فرودگاه در کشور ایالات متحده آمریکا قرار دارد .